# Робота (економіка)
Робота (англ. job), або зайнятість (англ. occupation) — роль людини в суспільстві. Більш конкретно, робота є діяльністю, часто регулярною і часто виконується в обмін на оплату («на життя»). Багато людей мають декілька робочих місць (наприклад, батьки, домогосподарки та працівники). Людина може почати роботу, ставши працівником, добровільно, почавши свій бізнес або ставши батьком. Тривалість роботи може варіюватися від тимчасового (наприклад, погодинної роботи) до життя (наприклад, суддів).
Діяльність, яка вимагає розумових або фізичних зусиль людини, — це робота (як у «роботі дня»). Якщо людина навчається для певного виду роботи, вона може мати професію. Як правило, робота це частина кар'єри. Вона може відрізнятися тим, що звичайно відходять від своєї кар'єри, від відставки або припинення роботи.

## Класифікація роботи
Роботу можна класифікувати за годинами на тиждень, на повний або неповний робочий день. Також як тимчасова, сезонна, самозайнятість чи контрактна.
Є оплачена або неоплачена робота. Прикладами неоплачених робочих місць є волонтер, домогосподарка, наставник, студент, а іноді й стажист.
Робочі місця класифікують за рівнем необхідного досвіду: початковий рівень, стажист і кооператив.
Деякі робочі місця вимагають спеціальної підготовки або наукового ступеня.
Ті, хто не має оплачуваної зайнятості на повний робочий день, можуть бути віднесені до категорії безробітних або неповних, якщо вони шукають повний робочий день.
Місячна робота — це практика проведення додаткової роботи або робочих місць, часто вночі, на додаток до основної роботи, як правило, для отримання додаткового доходу. У людини, яка підлітає, може залишитися мало часу для сну або дозвілля.